# Vollsjöby
Vollsjöby är kyrkbyn i Vollsjö socken. Kyrkbyn är belägen strax väster om den senare etablerade tätorten Vollsjö, där länsväg M 1049 korsar Vollsjöån i Sjöbo kommun. Från 2015 till 2023 avgränsade SCB här en småort. Vid avgränsningen 2023 klassades området som del av tätorten Vollsjö.